# Entropia (album)
Pour les articles homonymes, voir Entropia.
Albums de Pain of Salvation
One Hour by the Concrete Lake
(1998)
Entropia est le premier album du groupe suédois de metal progressif Pain of Salvation, publié en août 1997, par Avalon. Il n'est toutefois pas sorti avant 1999 en Europe et aux États-Unis.

## Liste des chansons
Toute la musique est composée par Daniel Gildenlöw.
| No  | Titre                       | Durée |
| --- | --------------------------- | ----- |
| 1.  | ! (Foreword)                | 6:11  |
| 2.  | Welcome to Entropia         | 1:22  |
| 3.  | Winning a War               | 6:33  |
| 4.  | People Passing By           | 9:07  |
| 5.  | Oblivion Ocean              | 4:43  |
| 6.  | Stress                      | 5:01  |
| 7.  | Revival                     | 7:39  |
| 8.  | Void of Her                 | 1:46  |
| 9.  | To the End                  | 4:57  |
| 10. | Circles                     | 0:55  |
| 11. | Nightmist                   | 6:49  |
| 12. | Plains of Dawn              | 7:23  |
| 13. | Leaving Entropia (Epilogue) | 2:31  |